# L'uomo incontra il mare

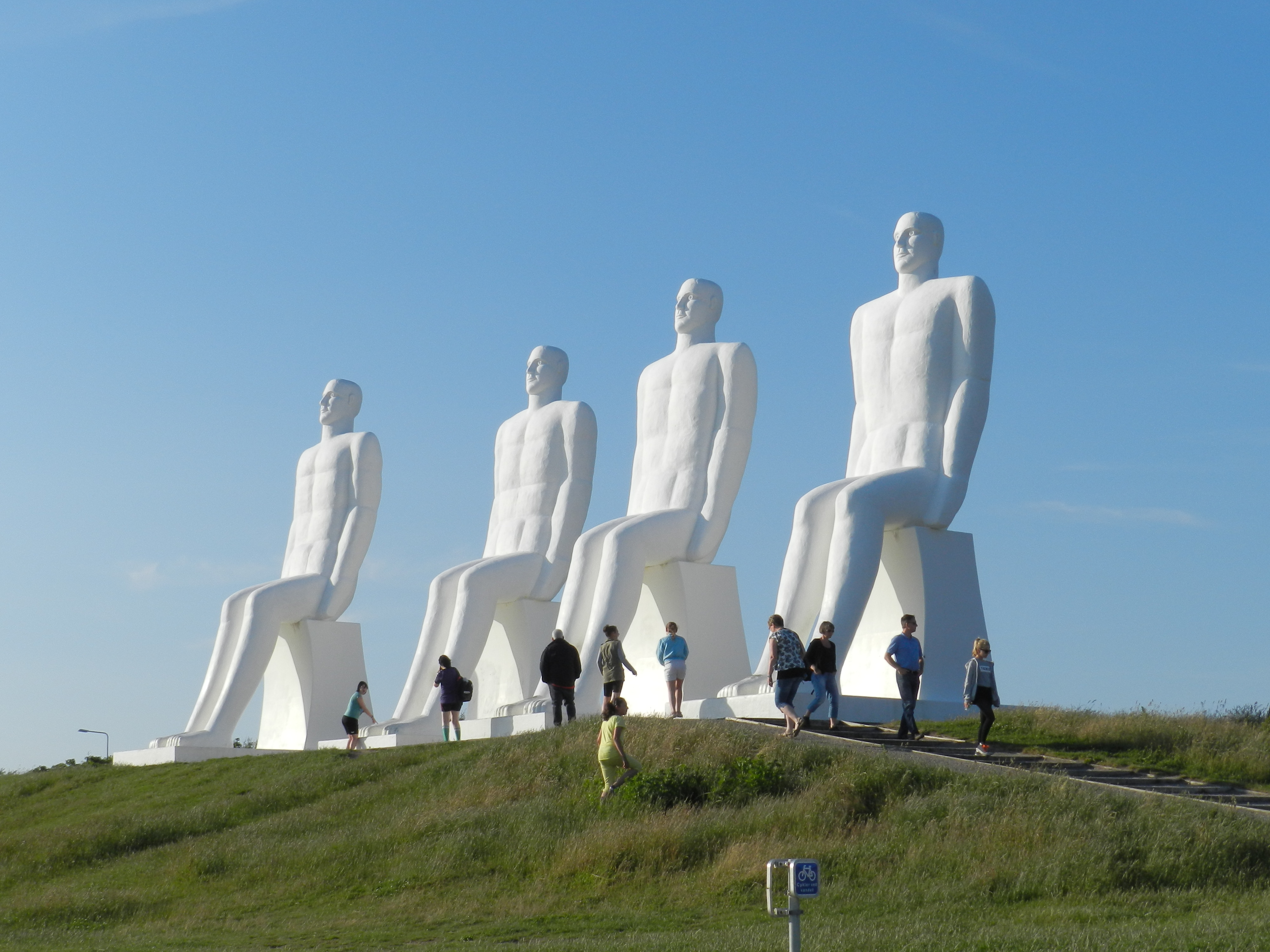
L'uomo incontra il mare

L'uomo incontra il mare (in danese: Mennesket ved Havet) è un monumento situato a ovest di Esbjerg, in prossimità della spiaggia di Sædding, sulla costa sud-occidentale della Danimarca. Situato di fronte al Museo della pesca e del mare, è una delle principali attrazioni turistiche della zona e un simbolo di Esbjerg.
Il monumento è costituito da una scultura raffigurante quattro uomini seduti, ognuno dei quali è alto 9 metri, con lo sguardo rivolto verso il mare. La scultura è stata progettata da Svend Wiig Hansen e inaugurata il 28 ottobre 1995 per celebrare il 100º anniversario della città, avvenuto nel 1994.
Originariamente, l'idea dell'artista era di collocare la scultura a Grenen, a nord di Skagen.
Il monumento è chiaramente visibile dalle navi che escono o entrano nel porto di Esbjerg.

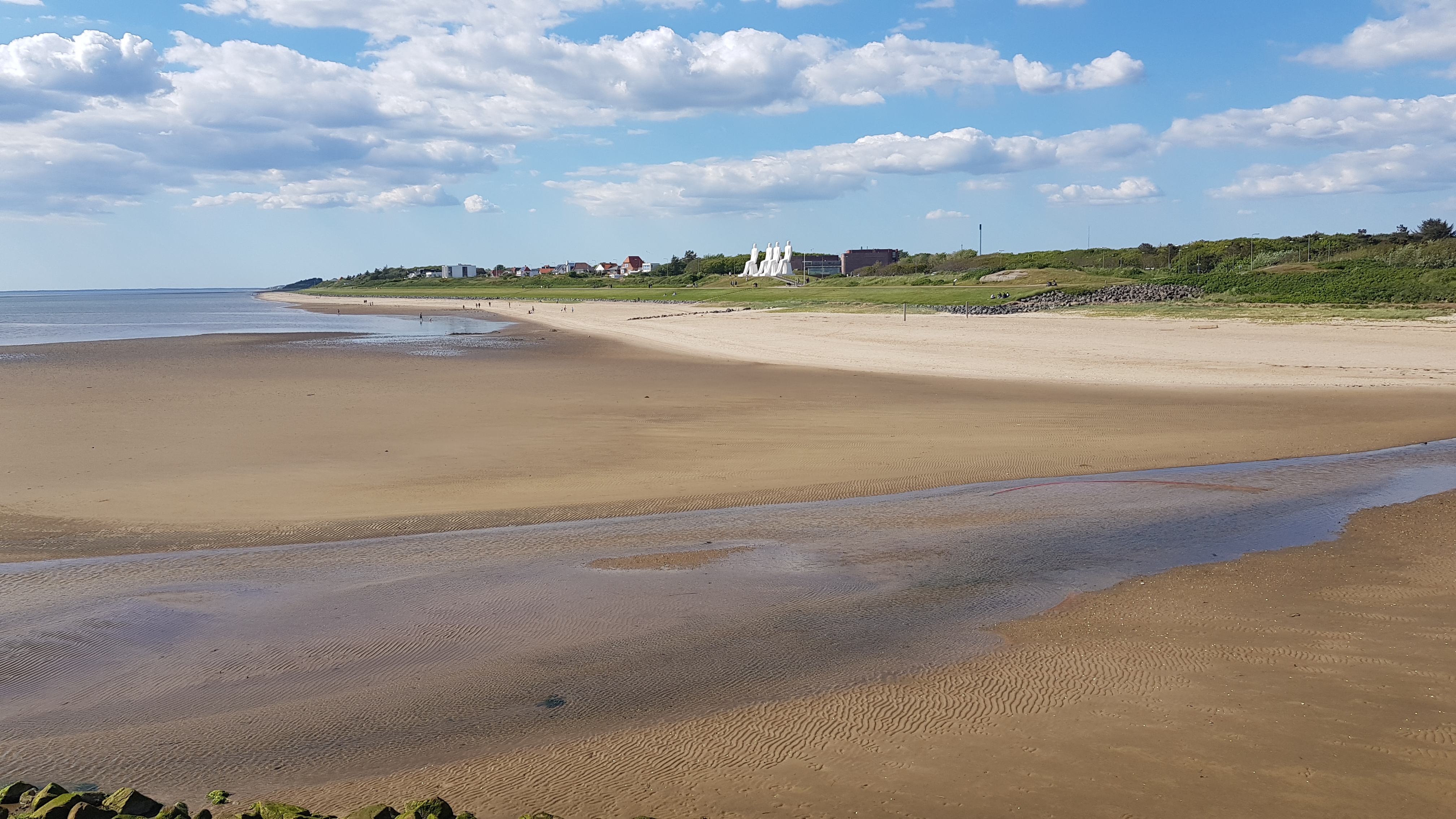
La spiaggia di Sædding, dove è situato il monumento